# Uwe Giffei

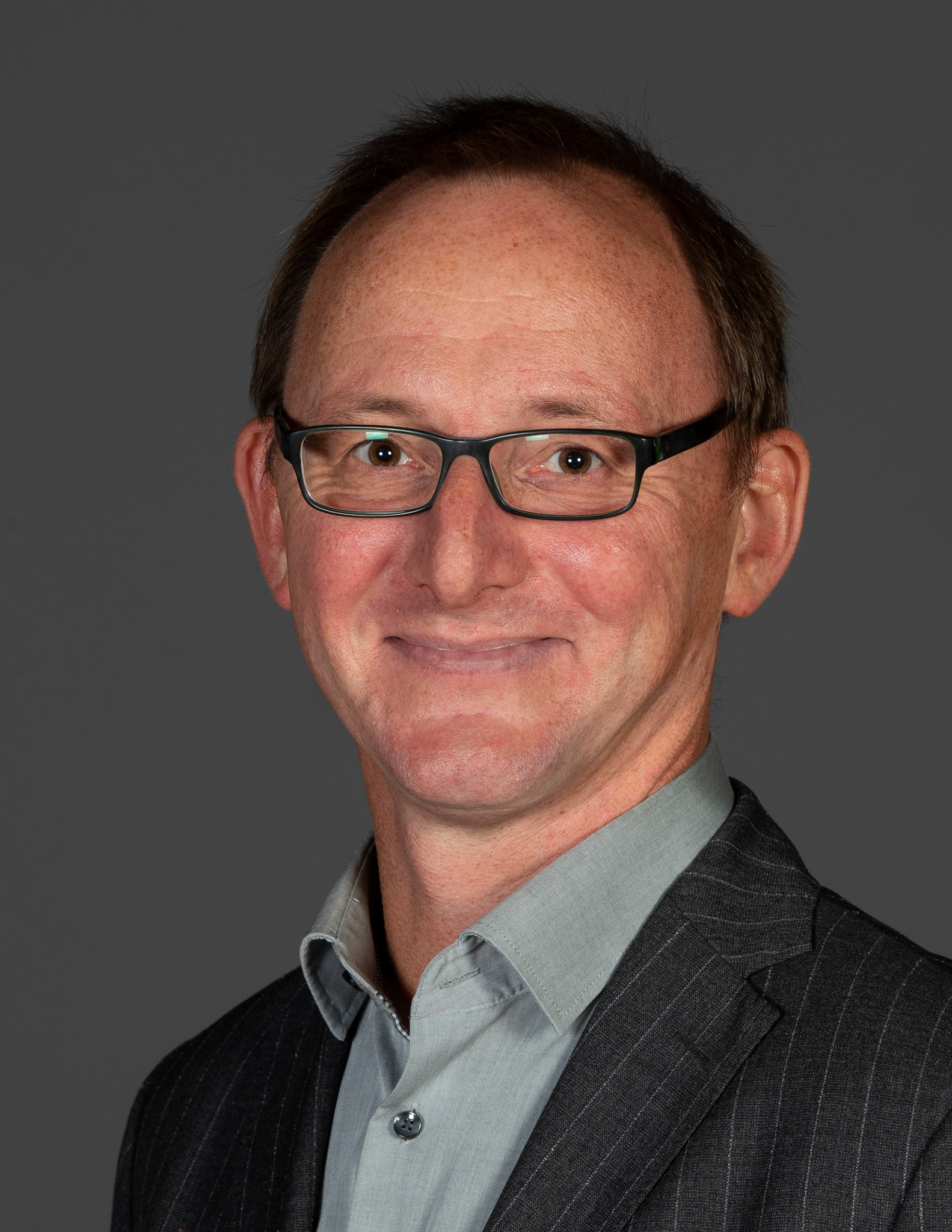
Uwe Giffei 2018

Uwe Giffei (* 11. Juni 1972 in Salzgitter) ist ein deutscher Politiker (SPD) und war von 2015 bis 2020 Abgeordneter in der Hamburgischen Bürgerschaft.

## Leben
Uwe Giffei wuchs in Woltwiesche auf. Nach dem Abitur und Zivildienst studierte er in Göttingen und Hamburg Geschichtswissenschaften mit Abschluss als Magister. Er ist als kirchlicher Rechtsberater für Flüchtlinge tätig.

## Politik
Giffei gehörte der SPD bereits von 1900 bis 2000 an, engagierte sich dann aber bis zu deren Auflösung 2007 bei der Grünen-Abspaltung Regenbogen – Für eine neue Linke. Mitglied der SPD ist er erneut seit 2009.
Giffei war von 2011 bis 2014 Mitglied der Bezirksversammlung Eimsbüttel. Bei den Bürgerschaftswahlen Bürgerschaftswahl in Hamburg 2015
zog er über den Wahlkreis Rotherbaum – Harvestehude – Eimsbüttel-Ost in die Bürgerschaft ein. Der 2020 gewählten Bürgerschaft gehört er nicht mehr an.
Uwe Giffei gehörte folgenden Ausschüssen an: Schulausschuss, Ausschuss für Soziales, Arbeit und Integration, Ausschuss für Wissenschaft und Gleichstellung. Er war Sprecher der Fraktion für den Bereich Prävention gegen Rechtsextremismus.